# جاكوب اولسون
جاكوب اولسون هو لاعب هوكي الجليد سويدي، ولد في 7 مارس 1997 في Lerum ‏ في السويد.

## وصلات خارجية
- جاكوب اولسون على موقع EliteProspects.com (الإنجليزية)
- جاكوب اولسون على موقع HockeyDB.com (الإنجليزية)